# Hilara spinulenta
Hilara spinulenta är en tvåvingeart som beskrevs av Collin 1928. Hilara spinulenta ingår i släktet Hilara och familjen dansflugor. Inga underarter finns listade i Catalogue of Life.